# Allentiac
Allentiac /od All, "tierra" (zemlja), i Tiak, "morador" (stanovnik)/, indijanski narod iz zapadne Argentine kod lagune Guanacache, provincija San Juan, koje je nestalo u ranom 18. stoljeću kada su otjerani na rad u Čile. Jezično su bili najbliži plemenu Millcayac iz provincije Mendoza s kojima su pripadali jezičnoj porodici Huarpean.
Prema starijim klasifikacijama (Alexander Francis Chamberlain) jezično su činili samostalnu porodicu